# Moro (камуфляж)
Камуфляж wz. 68 Moro (акронім від пол. wzior 93 — materiał odzieżowy roboczo-ochronny, дослівно: тканина для робочого та військового одягу — зразок 1968 року) — військовий камуфляж, що в 1969—1989 роках використовувався різними родами військ Польської народної армії, Прикордонними військами, Громадянською міліцією, Протипожежною охороною та Петенціарною службою Польщі. Камуфляж Moro в 1969 році замінив старий польський камуфляж wz. 58 «Deszczyk» (дощик) і сам був замінений у 1989 році на камуфляж wz. 89 Puma.

## Версії
Існувало чотири версії колірної гами камуфляжу wz. 68 Moro, що різнились переважно за кольорами та розмірами плям:
- Зелені — використовувався сухопутними військами. Цю модель також використовували МВС ПНР і Прикордонні війська;
- Чорні — використовувався ВПС Польщі, силами протиповітряної оборони та польськими ВМС;
- Сині (пізніше — сіро-блакитні) — використовувався Громадянської міліції, а також у ЗОМО, тюремної охорони та Поліції — спочатку був синім, пізніше став сіро-блакитним.
- Коричневі (з плямами більшого розміру) — використовувався Протипожежною службою. Пожежна служба додатково використовувала також інший камуфляжний шаблон, ніж Moro.

У 1990-х роках з'явилася остання версія Moro, першою яку стала використовувати новостворена польська Поліція, але пізніше її єдиними користувачами залишились лише тюремні охоронці (Петенціарна служба).

## Галерея варіантів візерунків

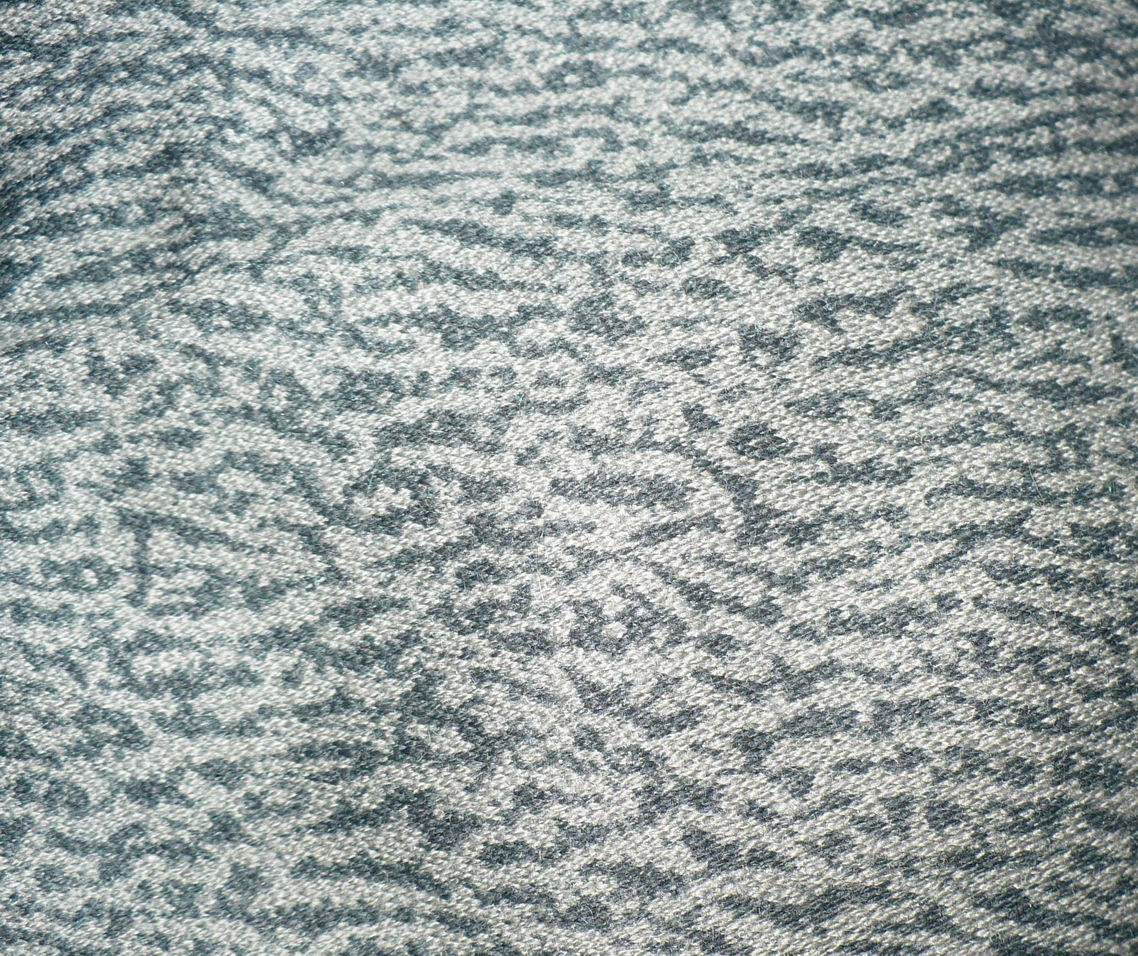
Модель для сухопутних військ (зелені плями)
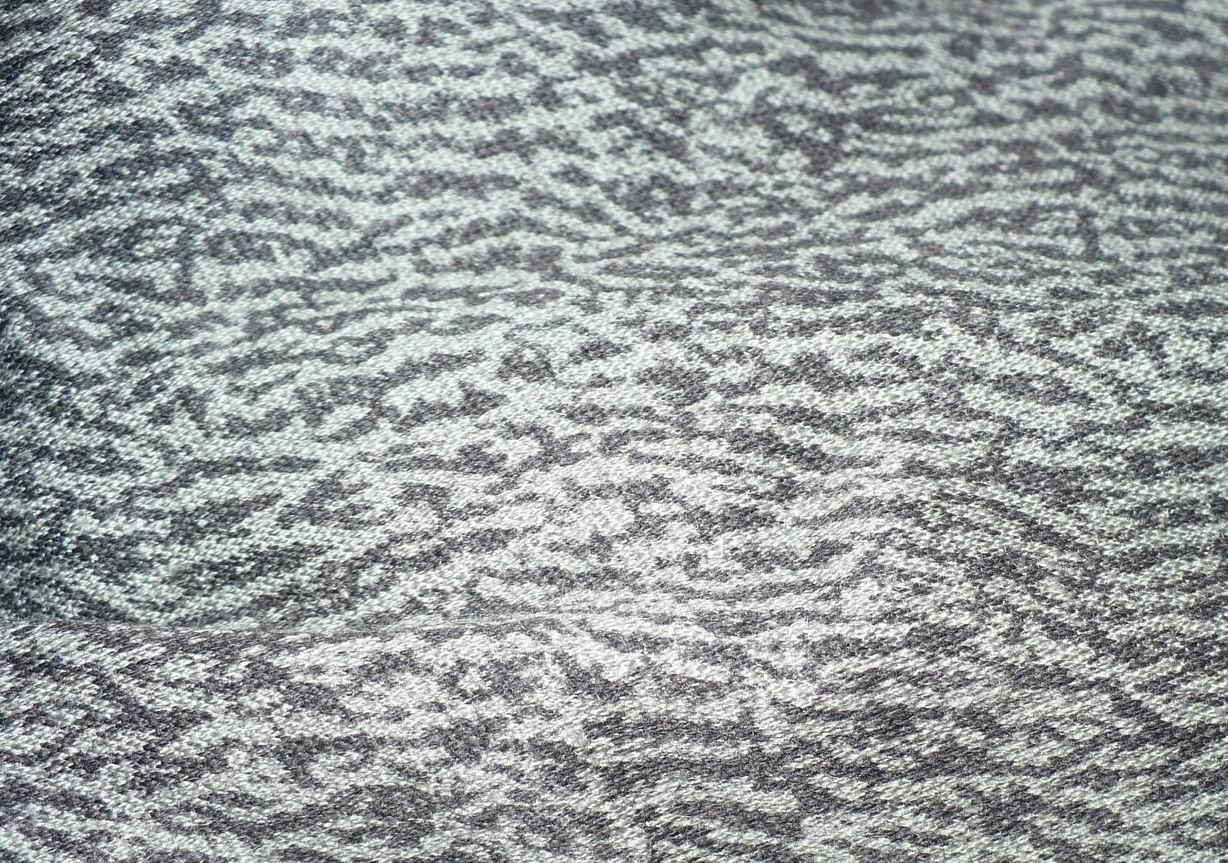
Модель ВМС та ВПС Польщі (чорні плями)
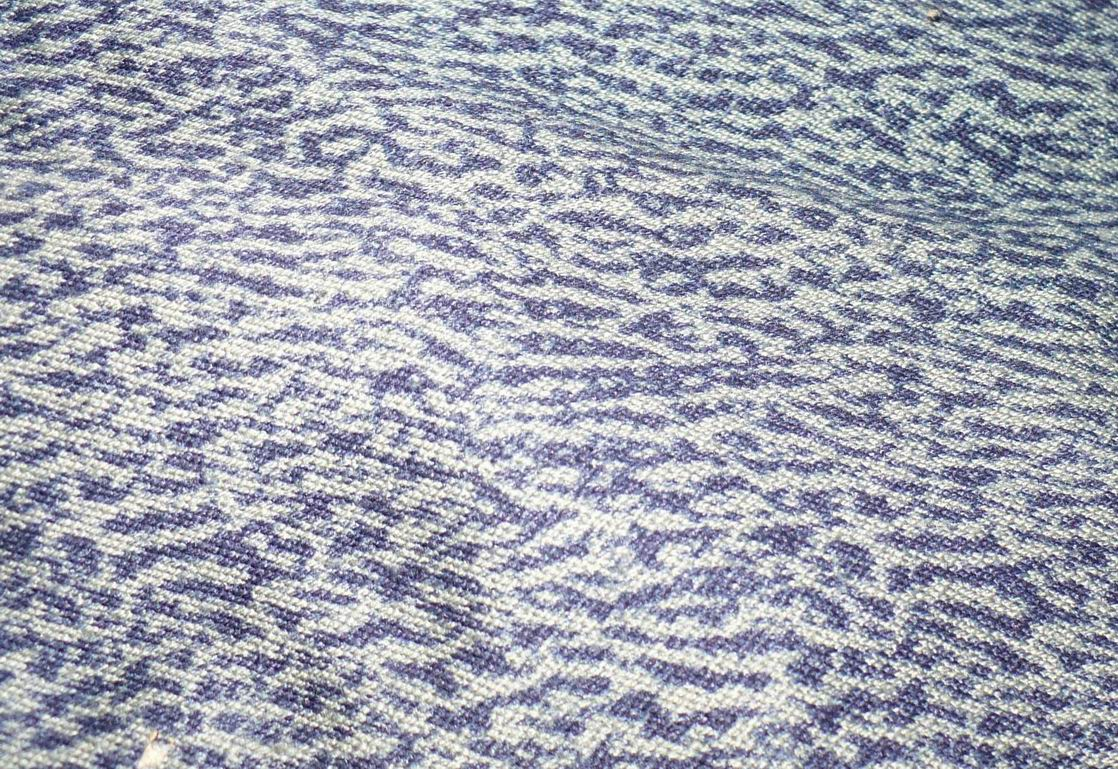
Модель Громадянської міліції та ЗОМО (сіро-блакитні плями)
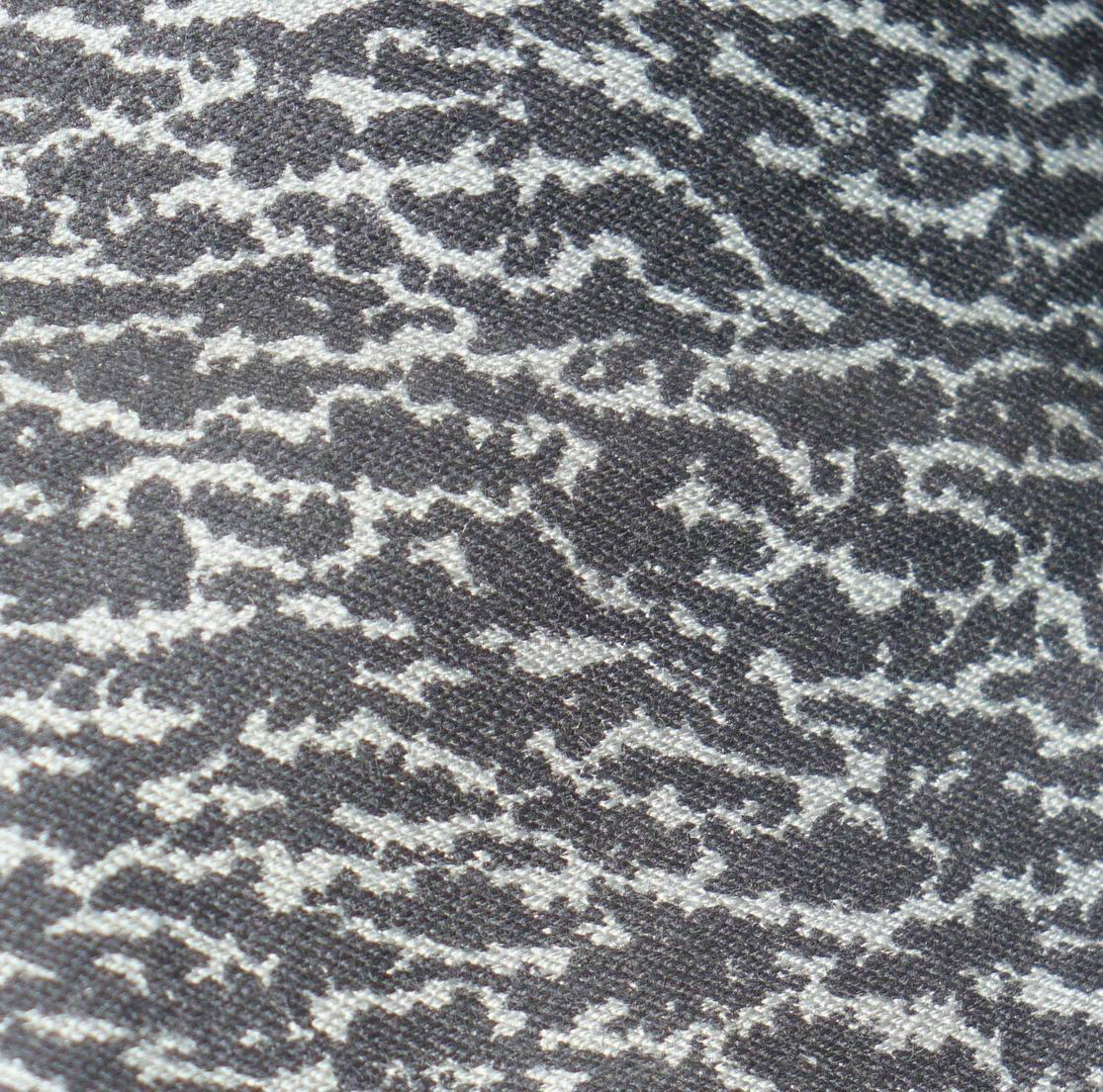
Модель Протипожежної служби (великі коричневі плями)
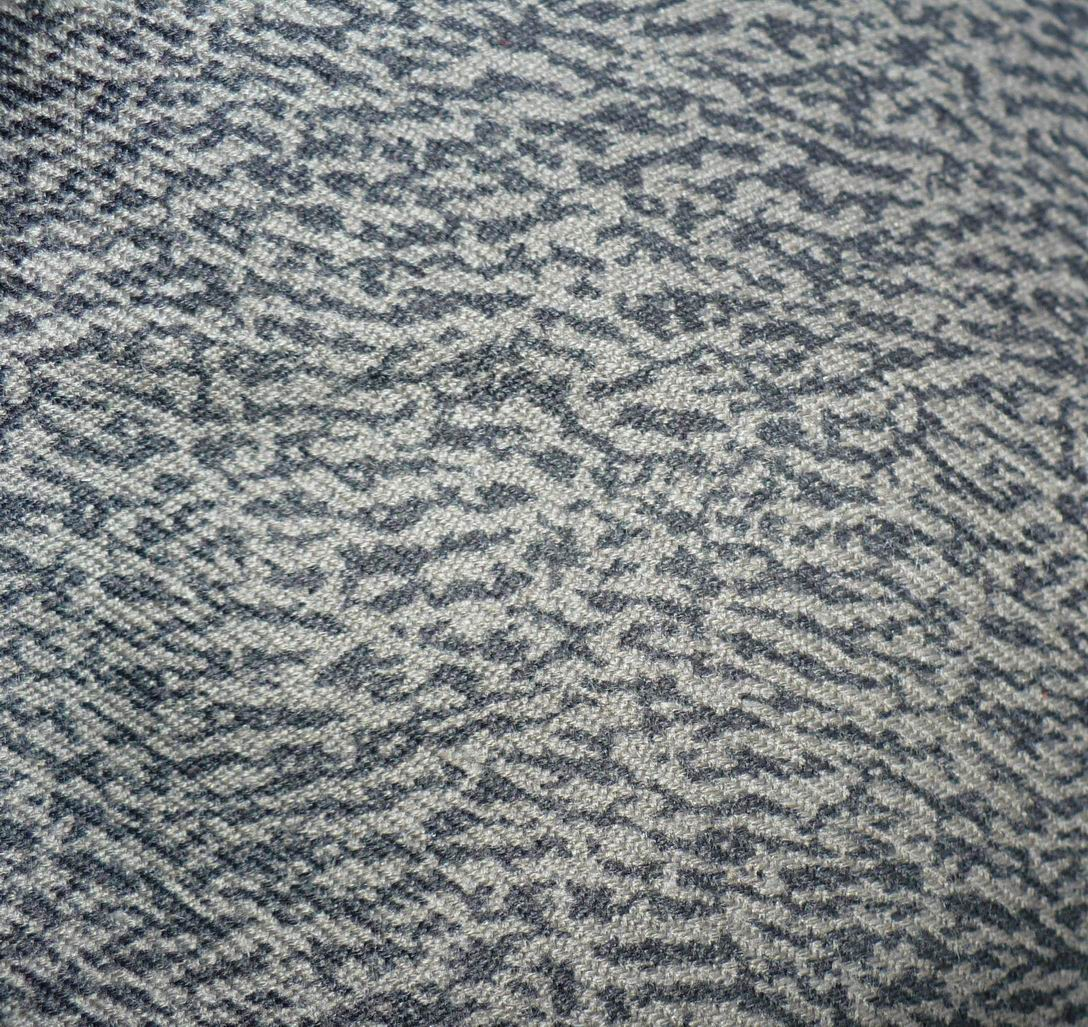
Пізніша модель Поліції та Петенціарної служби (1990-ті роки)
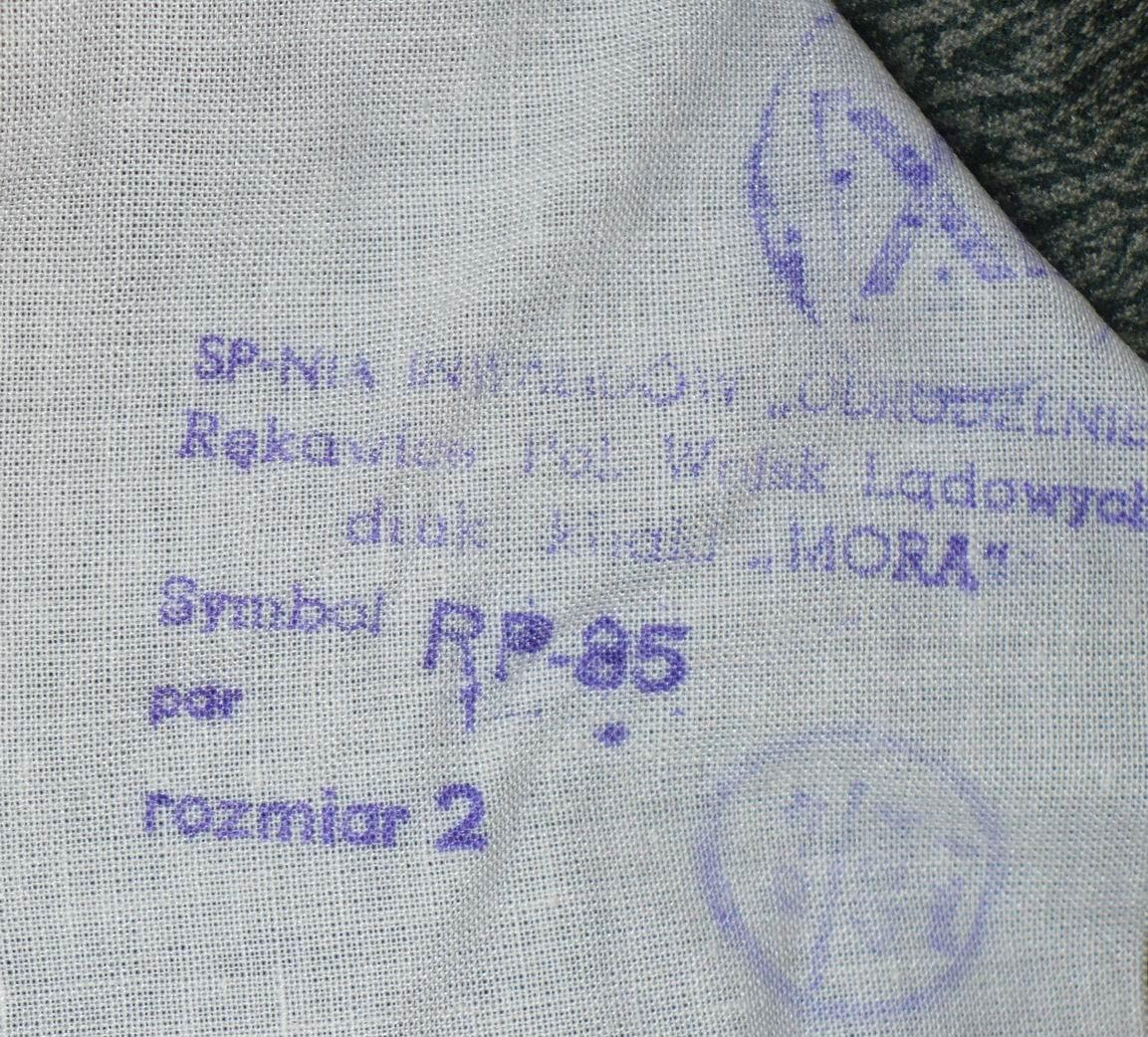
Бірка на рукавичках Польської народної армії